# Parapedaliodes parrhoebia
Parapedaliodes parrhoebia är en fjärilsart som beskrevs av William Chapman Hewitson 1872. Parapedaliodes parrhoebia ingår i släktet Parapedaliodes och familjen praktfjärilar. Inga underarter finns listade i Catalogue of Life.